# آپولو وردشتاین
آپولو وردشتاین (انگلیسی: Apollo Vredestein) شرکت تایرسازی هلندی است، که در سال ۱۹۰۹ تأسیس شد.